# Одноденна туристична поїздка
Одноде́нна по́дорож (англ. day trip) — це відвідування туристичного напрямку або туристичної пам'ятки з дому, готелю чи хостелу, що починається вранці та завершується поверненням до того ж місця ночівлі ввечері. Одноденна подорож є формою рекреаційних подорожей та дозвілля до місця, розташованого достатньо близько, щоб здійснити поїздку туди й назад протягом одного дня, не потребуючи ночівлі. Це дозволяє уникнути логістичних труднощів та/або витрат, пов'язаних із ночівлею в дорозі. Такий спосіб подорожей, використовуючи одне місце як базу, є популярним серед бюджетних та активних мандрівників, щоб уникнути пошуку нового житла в кожному пункті призначення. Також одноденну поїздку може здійснити опікун, щоб повернутися додому до дітей або домашніх тварин.

## Історія
У середньовічні часи метою таких поїздок були релігійні (до найближчої святині) або комерційні (наприклад, на сезонний ярмарок) цілі. Пізніше, в Англії, відвідування заміських маєтків представниками, які вважали себе середнім класом, стало частим явищем. Існувала традиція винагороджувати дворецького або економку чайовими за надання доступу до будинку їхнього роботодавця. Оскільки такі будинки призначалися для показу, малоймовірно, що родина власників заперечувала проти цього, за умови, що їх не було в резиденції на той час.
Поява залізничних екскурсій, часто з використанням квитків Day Tripper, у середині XIX століття призвела до розквіту окремої індустрії одноденних поїздок. Тисячі мандрівників також подорожували на колісних пароплавах до численних пірсів навколо морських курортів вікторіанської епохи. Прикладом такої екскурсії був Генерал Слокам.
Велосипедні прогулянки стали дуже популярним видом одноденних поїздок, особливо серед мешканців міських та приміських районів, починаючи з середини 1880-х років.
Поїздки на омнібусах та шарабанах з'явилися, коли двигун внутрішнього згоряння став достатньо надійним, щоб доставляти платних клієнтів туди й назад. Екскурсії від підприємств та церковні поїздки були надзвичайно популярними до 1970-х років.
Хоча всі вищезгадані види подорожей існують і сьогодні, сучасний досвід одноденної поїздки зазвичай пов'язаний з автомобілем через зростання володіння автомобілями. Також авіакомпанії, такі як (колишня) Palmair, просувають одноденні поїздки.